# Euante (satélite)
Euante o Júpiter XXXIII es un satélite irregular y retrógrado de Júpiter. Descubierto por un equipo de astrónomos de la Universidad de Hawái dirigido por Scott S. Sheppard en 2001. Se le dio la designación provisional de S/2001 J 7.
Euante tiene cerca de 3 kilómetros de diámetro, y orbita a Júpiter a una distancia media de 20,465 millones de km en 598,093 días, con una inclinación de 143° de la eclíptica (142° del ecuador de Júpiter) con una excentricidad de 0,2001.
Recibió su nombre definitivo en agosto de 2003 Euante, como la madre de las Gracias.
Euante pertenece al grupo de Ananké, grupo de lunas irregulares con un movimiento retrógrado que se hallan entre los 19,3 y los 22,7 millones de km, con inclinaciones cercanas a los 150°.